# Raión de Goychay
Goychay (en azerí: Göyçay) es uno de los cincuenta y nueve rayones en los que subdivide políticamente la República de Azerbaiyán. La capital es la ciudad homónima.

## Territorio y Población
Comprende una superficie de 736 kilómetros cuadrados, con una población de 103 646 personas y una densidad poblacional de 140,8 habitantes por kilómetro cuadrado.

## Economía
La actividad predominante es la agricultura. El algodón, los granos, vinos y frutas, así como la ganadería y las fincas forman el principal sustento económico. Además, se crían gusanos de seda. También es importante el cultivo de manzanas y naranjas.